# المكتب الرئيسي لشرطة الأمن
Hauptamt Sicherheitspolizei (المكتب الرئيسي لشرطة الأمن) أحد مكاتب وكالة الشرطة المركزية في ألمانيا النازية التي عهد إليها بالقيادة الوطنية لكريبو (الشرطة الجنائية؛ إدارة التحقيقات الجنائية ) و Geheime Staatspolizei (شرطة الدولة السرية ؛ غيستابو) لسنوات 1936– 1939.

## التاسيس
في 17 يونيو 1936 تم توحيد جميع قوات الشرطة في جميع أنحاء ألمانيا، بعد تعيين أدولف هتلر لهينريش هملر كرئيس للشرطة الألمانية. قام هيملر على الفور بإعادة تنظيم الشرطة إلى مجموعتين: شرطة النظام المكونة من الشرطة الوطنية بالزي الرسمي والشرطة البلدية، وشرطة الأمن (سيبو) ، وتألفت من كريبو وغستابو.  تم تعيين رينهارد هايدريش رئيسًا لسيبو وكان بالفعل رئيسًا لالشرطة الأمنية الألمانية (جهاز الأمن؛ SD) وغيستابو.  
في عام 1936 ، أسس هاملر " Hauptamt Sicherheitspolizei" لإنشاء مكتب قيادة مركزي تحت السيطرة النازية للتحقيق الجنائي الألماني ومنظمات شرطة الدولة السرية.   
في سبتمبر 1939، تم إنشاء مكتب الأمن الرئيسي لرايخ أو  (RSHA) كمنظمة قيادة لمختلف وكالات التحقيق والأمن التابعة للدولة.  تم إلغاء Hauptamt Sicherheitspolizei رسميًا وتم دمج أقسامها في مكتب امن الرايخ. أصبحت غيسابو Amt IV (القسم الرابع) وReichskriminalpolizeiamt أصبحت Amt V (القسم الخامس) ، و Kriminalpolizei في RSHA. 